# 一条忠香
一条 忠香（いちじょう ただか）は、江戸時代後期の公卿。関白・一条忠良の四男。官位は従一位・左大臣。一条家22代当主。法号は後大勝寺。
14代将軍継嗣問題では一橋派を支持。公武合体派で、尊攘派の公家と対立した。余技で絵を能くしたほか、鹿背山焼で好みの煎茶器を作らせた。また、田中鶴翁に「煎茶家元」の揮毫を賜い、日本最初の煎茶道家元が誕生した。明治天皇の皇后・昭憲皇太后の実父にあたる。

## 経歴
文化9年（1812年）2月13日誕生。文政2年（1819年）8月11日童昇殿。同年8月28日元服禁色昇殿。鷹司政通が加冠を務めた。同日、正五位下。同年9月1日、左近衛権少将叙任。同年9月15日、従四位下叙位。同年12月10日、右近衛権中将叙任。文政3年（1820年）正月19日、従三位。文政4年（1821年）12月19日、正三位。
文政5年（1822年）8月16日、権中納言。文政11年（1828年）2月4日、権大納言。同年4月3日、従二位。天保9年（1838年）10月17日、正二位。弘化5年（1848年）3月21日、右近衛大将兼左馬寮御監叙任。嘉永2年（1849年）正月14日、左近衛大将兼右馬寮御監叙任。安政5年（1858年）3月21日内大臣に叙任。安政6年（1859年）3月27日、左近衛大将及び左馬寮御監を辞任。同日、左大臣となり、随身兵杖を許された。万延元年（1860年）4月5日、従一位となる。
文久元年（1861年）、左大臣となる。文久2年（1862年）に新設の国事御用掛に子・実良らと共に就任。文久3年（1863年）4月11日、男山八幡宮行幸に供奉。同年11月7日、左大臣及び兵杖を辞退し、同日に薨去。享年52。

## 系譜
- 正室：一条順子 - 伏見宮邦家第二王女
  - 女子：明子 - 柳沢保申正室
- 側室：新畑民子（花容院） - 一条家典医新畑種成娘
  - 三女：美子 - 明治天皇皇后、昭憲皇太后[2]
- 側室：家女房
  - 男子：一条実良
- 養子
  - 女子：峯 - 三条実万の娘、細川韶邦正室
  - 女子：一条美賀子 - 今出川公久の娘、徳川慶喜正室
  - 女子：一条輝子（千代） - 醍醐忠順の娘、輝姫、慶喜の婚約者だったが疱瘡のため破談し後に毫摂寺善慶の室